# Cryptanura isthmus
Cryptanura isthmus là một loài tò vò trong họ Ichneumonidae.